# Ciudadano ilustre
«Ciudadano ilustre» es el primer corte de difusión del álbum de 1987 Misión ciudadano I perteneciente al grupo de rock y new wave argentino Suéter. Esta canción fue el último éxito de la banda en el resto de la década del ochenta; como también como éxito comercial, ya que el grupo se separaría a los pocos meses de la publicación de la placa, en parte debido a la poca repercusión que recibió.

## Personal
- Teclados y Voz: Miguel Zavaleta
- Bajo: Gustavo Donés
- Guitarra: José Luis "Sartén" Asaresi
- Batería: Claudio Venier